# Dariusz Kubiak (ur. 1961)
Dariusz Kubiak (ur. 19 lipca 1961 w Zduńskiej Woli) – polski działacz związkowy, poseł na Sejm III kadencji.

## Życiorys
Jest absolwentem Liceum Zawodowego w Zduńskiej Woli (1980). W latach 1980–2002 pracował w Zakładach Przemysłu Bawełnianego „Zwoltex”. następnie został zatrudniony w MPK Zduńska Wola. W 1980 został działaczem „Solidarności”, w latach 90. kierował podregionem związku. Wybierany do zarządu Regionu Ziemia Łódzka związku.
Był także posłem na Sejm III kadencji z ramienia Akcji Wyborczej Solidarność z okręgu sieradzkiego i do 2002 działaczem Ruchu Społecznego AWS. W 2001 bezskutecznie kandydował ponownie do Sejmu. W 2010 z ramienia PiS został radnym powiatu zduńskowolskiego, mandat utrzymał również w 2014. W 2018 został natomiast radnym miejskim w Zduńskiej Woli.